# Lucy Jenkins
Pour les articles homonymes, voir Jenkins.
Pas d'image ? Cliquez ici

a Compétitions nationales et continentales officielles uniquement.

b Matchs officiels uniquement.
Dernière mise à jour le 23 juillet 2025.
Lucy Jenkins, née le 30 novembre 2000 à Christchurch (Nouvelle-Zélande), est une joueuse internationale néo-zélandaise de rugby à XV. Elle évolue au poste de troisième lign aile. Licenciée à Christchurch, elle joue avec la franchise de Matatū en Super Rugby Aupiki.

## Biographie
À l'âge de quatre ans, elle commence à jouer au Kirwee RFC, le club de rugby à XV de son père agriculteur. Elle joue toutes ces années dans des équipes mixtes, étant souvent l'unique fille de son équipe. À sept ans, elle découvre qu'une des employés de la ferme paternelle est Casey Caldwell, internationale néo-zélandaise et triple championne du monde. Accessoirement elle est rousse comme Lucy, ce qui ne fait qu'accentuer le phénomène d'identification de la petite fille. Fascinée, Lucy n'a dès lors plus que le rugby en tête.
À 13 ans, elle participe à une session d'entrainement des All Blacks ouverte aux jeunes licenciés. Elle joue centre, face à Ma'a Nonu, une rencontre qui ne fait que renforcer son engagement vers le rugby de haut niveau.
Elle débute en senior avec le club de Christchurch à l'âge de quinze ans et fait ses débuts avec la province de Canterbury alors qu'elle n'a que seize ans. Elle enchaine les titres nationaux avec son équipe.
À l'issue de la saison 2021, son équipe de Canterbury la nomme joueuse de l'année. À côté du rugby, elle travaille avec son père, menuisier.
En 2022, elle s'engage avec la franchise de Matatū, basée à Christchurch. La saison se conclut par une deuxième place. Elle remporte à nouveau la Farah Palmer Cup avec la province de Canterbury qui termine la compétition invaincue.[réf. nécessaire]
En 2023, elle remporte le Super Rugby Aupiki avec Matatū, et est nommée meilleure joueuse de la compétition. Le sélectionneur Allan Bunting déclare : « Je l'aurais nommée joueuse de l'année avant même la finale. » Elle se voit offrir un contrat fédéral et est sélectionnée pour la Pacific Four Series : elle connaît sa première sélection face au Canada. Puis à l'automne 2023, elle participe à la première édition du WXV.
En 2024, elle n'est pas sélectionnée pour la Pacific Four Series mais retrouve l'équipe nationale à l'occasion du test match estival face aux Wallaroos,, puis du WXV.
Blessée à une cheville lors de la dernière journée du Super Rugby Aupiki, elle manque la finale et n'est pas sélectionnée pour la Pacific Four Series 2025. Elle est toutefois sélectionnée avec la réserve des Black Ferns qui part en tournée en Afrique du Sud.

## Palmarès

### En franchise et province
- Vainqueur de la Farah Palmer Cup en 2017, 2018, 2019, 2020 et 2022.
- Finaliste de la Farah Palmer Cup en 2021 et 2023.
- Finaliste du Super Rugby Aupiki en 2022 et 2025.
- Vainqueur du Super Rugby Aupiki en 2023.

### En équipe nationale
- Vainqueur de la Pacific Four Series en 2023.

### Distinctions personnelles
- Meilleure plaqueuse de la Farah Palmer Cup en 2022.[réf. nécessaire]
- Joueuse de l'année du Super Rugby Aupiki en 2023.